# Dallinghoo
Dallinghoo is een civil parish in het Engelse graafschap Suffolk.

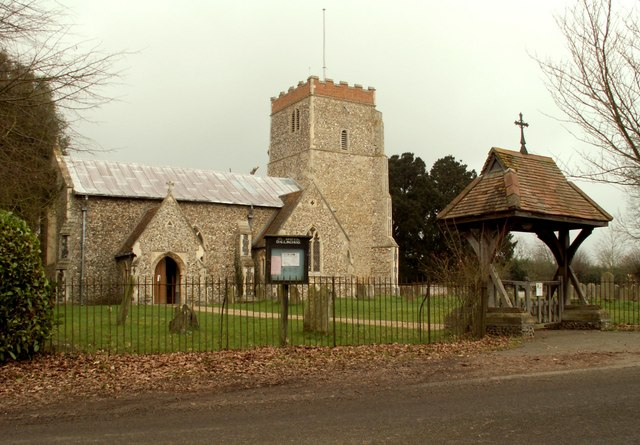
St Mary's Church